# 展着剤
展着剤（てんちゃくざい）とは、農薬や緑化資材や除草剤を散布する際、散布対象への付着を容易にするため、媒介的に用いられる薬剤のこと。農薬の場合、植物や害虫に付着を促すとともに水和剤（水に溶けない農薬を微粒子にしたもの）を水に均一に混じりやすくするために用いられる。
多くの展着剤は、界面活性剤を主成分とする粘稠な液体で、ほとんど全ての農薬に混合可能である。展着剤自体は殺虫作用、殺菌作用、殺草作用などを持たない。
一般的に、農薬が乳剤/液剤/フロアブル剤の場合は展着剤は少なめもしくは不要だが、水和剤の場合は水と均一に混じりにくいので展着剤を使う。また、ネギやブロッコリーのように水を弾きやすい植物には、展着剤を多めに使うとよい。